# 라이티아 축구 국가대표팀
라이티아 축구 국가대표팀은 라이티아 지방을 대표하는 축구팀이다. 이 팀은 FIFA 및 유럽 축구 연맹 회원국이 아니기 때문에 FIFA 월드컵 및 UEFA 유럽 축구 선수권 대회에는 참가하지 않으며 독립 축구 협회 연맹에서 주관하는 대회에만 참가할 수 있다.

## 국제 대회 경력
NF-보드 시절 2012년 VIVA 월드컵에 출전해 이 대회에서 1승 3패를 기록하며 8위에 머물렀고 독립 축구 협회 연맹으로 넘어온 후 출전한 2016년 CONIFA 월드 풋볼컵에서도 1무 3패의 저조한 성적으로 참가한 12팀 가운데 11위에 그쳤다.